# Scipione Castelbarco

Stemma araldico della famiglia Castelbarco presso il transetto meridionale della cattedrale di Trento.

Scipione Castelbarco (fl. XVII secolo) è stato un nobile italiano.

## Biografia
Membro della stirpe Castelbarco-Gresta, radicatasi in Val di Gresta durante i rovesci cui la schiatta incorse tra XV e XVI secolo. Nel 1663, i suoi tre eredi maschi, Carlo, Francesco e Giovanni Battista Castelbarco, ottennero dall'imperatore Leopoldo I d'Asburgo la restituzione dei "Quattro Vicariati" della Val Lagarina, avviando la riscossa sociopolitica della stirpe.